# Petalura litorea
Petalura litorea is een echte libel uit de familie van de Petaluridae.
De soort staat op de Rode Lijst van de IUCN als gevoelig, beoordelingsjaar 2007, de trend van de populatie is volgens de IUCN stabiel.
De wetenschappelijke naam van de soort werd in 1999 gepubliceerd door Günther Theischinger.